# 蘭訥斯
蘭訥斯（丹麥語：Randers，發音：[ˈʁɑnɐs] ⓘ）是丹麥中日德蘭大區蘭訥斯市鎮的一個城市。蘭訥斯是丹麥的第六大城市，2004年，市區有人口55,739人。全蘭訥斯市有人口93,644人（2008年）。蘭訥斯坐落於古曾河畔，是丹麥唯一的河港。

## 姊妹城市
- 挪威奧勒松
- 冰島阿克雷里

## 外部連結
- 官方網站 （页面存档备份，存于）